# アルファコンチネンタルエクスプレス

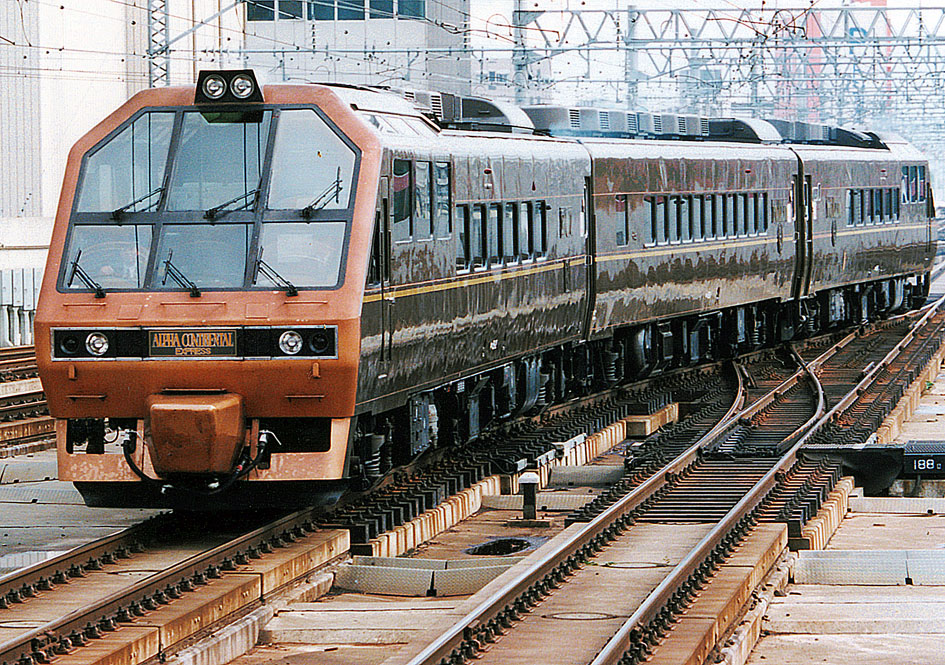
アルファコンチネンタルエクスプレス

アルファコンチネンタルエクスプレス (Alpha Continental Express) は、日本国有鉄道（国鉄）・北海道旅客鉄道（JR北海道）が1985年（昭和60年）から1995年（平成7年）まで保有していた鉄道車両（気動車）で、ジョイフルトレインと呼ばれる車両の一種である。

## 概説
国鉄末期の1985年から1986年にかけ、国鉄苗穂工場（当時）でキハ56系急行形気動車を改造した特別車両である。
1987年の国鉄分割民営化後から1990年代にかけて、バブル景気に伴う旅客需要増加という背景とともに日本各地で改造・新造取り混ぜて多数登場した気動車をベースとしたジョイフルトレインの先駆けといえる存在でもある。特にその前頭形状はデザインのみならず強度面などの構造的な完成度も高く、その後は苗穂工場が金沢鉄道管理局（現・西日本旅客鉄道（JR西日本）金沢支社）によるキハ65形ベースの「ゆぅトピア」「ゴールデンエクスプレスアストル」・新潟鉄道管理局（現・東日本旅客鉄道（JR東日本）新潟支社）によるキハ58系改造車「サロンエクスプレスアルカディア」（のちに「Kenji」に改造）などの改造に協力している。
車両愛称の「アルファコンチネンタルエクスプレス」とは、改造に関わったホテルアルファトマム（アルファリゾート・トマム）と狩勝コンチネンタルホテル（サホロリゾート）の2つのホテル名から得たものである。愛称が長くて呼びにくいため「アルコン」と略して呼ばれることも多く、以下本項でも適宜「アルコン」という表記を使用する。

## 開発の経緯
1981年の石勝線開業を期に、北海道内の列車網は従来の青函連絡船を経由する函館駅中心の対本州連絡を脱し、千歳空港（現・新千歳空港）での航空機との連携を軸にした札幌駅中心の体系が構築されるようになった。
一方で道内のローカル線における赤字体質は慢性化し、国鉄再建法のもと1983年の白糠線を皮切りに道内各地において赤字ローカル線の廃止が始まった。加えて道路網の整備もあり、1950年代の準急列車に起源を持つローカル急行列車は、この時期までに著しく退潮した。道内の鉄道の役割は大きく変化し、それは旅客サービスのあり方にも影響を与えるようになってきた。

### キハ56系気動車の余剰化・陳腐化
1961年（昭和36年）から北海道用に耐極寒・耐雪仕様で製造された急行形気動車・キハ56系は、最盛期には最大15両という長大編成を組んで主要路線の都市間急行列車に運用され、一時は特急列車の代走車両にも充当されるなど高度成長期の北海道の鉄道を代表する車両であった。しかし、1970年代以降は主要幹線の急行列車が軒並み特急列車に格上げされたことで、1980年代初頭に車内環境はすでに旧態化していた。普通車に冷房がなく、車内がボックス式クロスシートで台車も金属バネという1960年代水準の車両では、当時勢力を拡大しつつあった都市間バスなどと比較しても最早時代遅れであり、すでにその本来の役割を失ったとも言える状態であった。したがってキハ56系の多くは、老朽化が進行していたキハ12形やキハ21形といった初期の一般形気動車や、オハ35形やスハ45形といった旧式一般形客車の置き換え用としてローカル線の普通列車運用に転じ、余剰化したグリーン車や初期車には、老朽廃車や両運転台化改造車（キハ53形500番台）も生じていた。
さらに長らくその牙城であった宗谷本線・天北線系統の急行列車でも、陳腐化対策と夜行急行「利尻」との共通運用化のため、1985年（昭和60年）に昼行列車「宗谷」「天北」をディーゼル機関車牽引の14系客車に置き換えるという奇策が採られ、キハ56系は主要路線の長距離優等列車からほぼ撤退した。

### スキー・リゾート列車の企画
このころ、石勝線沿線には当時のスキーブームを背景にトマム（勇払郡占冠村）・サホロ（上川郡新得町）に大型リゾートホテルが作られた。道路事情の不便さもあり、両リゾートへのアクセスは千歳空港からのスキー客輸送を石勝線に頼っていたが、国鉄の運行する臨時列車は旧態化したキハ56系が主力で、「リゾート」の雰囲気とはほど遠くホテル・利用客の双方から不満があった。
そこでホテル側が宿泊客向けに列車を借り切り、営業収入を保証するという、国鉄にとっては有利な条件を提示して、新たな特別車両の開発を申し入れた。これは国鉄にとっても前代未聞のケースで、従来の国鉄の体質では受け容れ難い企画提案であったが、民営化を前にした増収政策への方針転換もあり、国鉄とホテルの提携（タイアップ）によってリゾート列車用の特別車の開発が行われることになった。

## 車両
形式の「キハ59系」の表現は制式呼称ではなく便宜上の通称である。

### 改造の過程
コスト軽減の観点から、完全新製ではなく当時余剰車が生じつつあったキハ56系の改造で特別車に充当することになった。
すでにこのころ、本州の国鉄線では客車を改造した欧風列車が出現しており、それらはグリーン車扱いであった。しかし、このリゾート車両はグリーン料金負担の軽減が考慮され普通車扱いとなった。
車齢20年近い急行形気動車をベースにした斬新な車両開発は、苗穂工場に委ねられた。明治時代からの長い歴史があり、車両の整備・改造技術では優れた実績を持つ同工場であるが、この特別車はデザインや色彩のセンスを問われるかつて例のない改造である。必ずしもアルファコンチネンタルエクスプレスのみを前提としていないが、事前に廃車となったスハフ42形を用いてジョイフルトレイン改造方法の検討が行われている。またリゾートホテル側の関係者からも多くの提言を受けた。改造費用総額は1億2,000万円（当時）に及んでいる。
当初は3両編成で両端の車両は展望車両とし、座席のリクライニングシート化ならびに冷房も装備した。スキー客に配慮し、各車に大型荷物置き場を用意した。内装はホテルのラウンジを思わせる高級感あるものとなった。
塗色はホテルのイメージカラーでもあるダークブラウンを地色にし、正面ならびに側面も窓下のラインとピンストライプにゴールドをあしらったデザインは、それまでの鉄道車両にはない斬新なものであった。

### キハ59 1・2
| キハ59 1 |  | キハ59 2 |
| キハ59 1 |  | キハ59 2 |

キハ56 201・209を種車に改造された先頭車である。
車齢が浅く冷房準備工事車という点から種車にキハ56形200番台が選ばれたが、設計時に想定されていたAU13形分散式冷房装置は連結面寄りに3基搭載されたのみである。
運転台寄り1/4の車体を切断して、新たに本来の床面から最大600mm高められたハイデッカー構造の構体を新製し接合した。新製構体は近畿車輌で製作したものである。運転台を低位置に配置し、前面展望を可能とした前頭部は大きく傾斜した前面窓を採用。前照灯は屋根上と窓下（尾灯と並列）に配置した。また、この部分はハイデッカー部直後に置かれたAU76形集中式冷房装置で冷房化され、暖房も電気暖房とした。
落成時には非装着であった大型の連結器カバーは、「フラノエクスプレス」登場後に装着された。

### キハ29 1

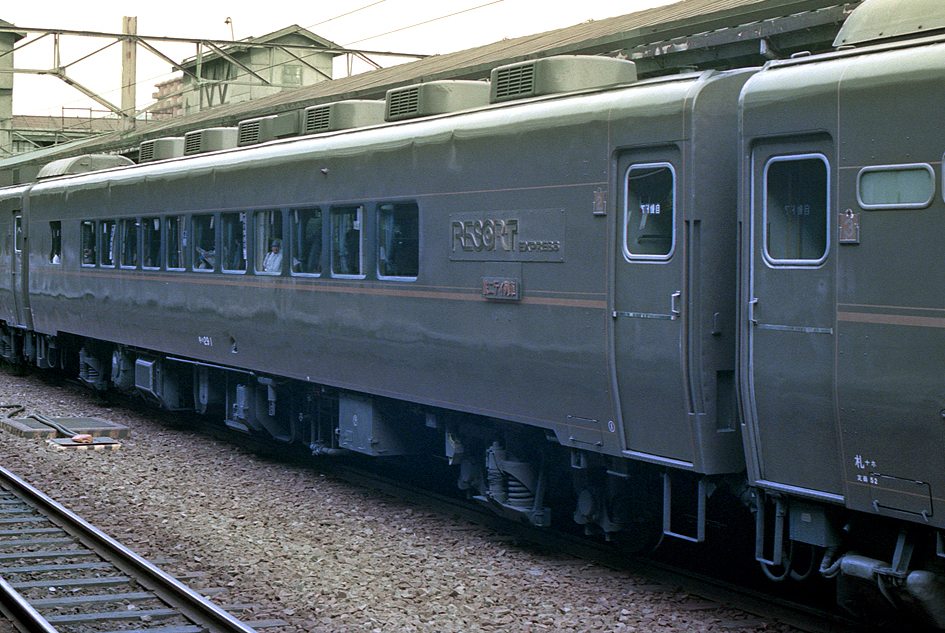
キハ29 1

キロ26 201を種車に改造された中間車である。
元グリーン車のため冷房車であり、自車用冷房電源エンジンを搭載していたが、「アルコン」では編成全体が冷房車であり隣接するキハ59形にも冷房電源を供給する必要が生じた。そのため、電源エンジンは自車専用の4DQ-11Pを取り外し3両に給電可能な4VK形冷房電源装置に換装している。なお、北海道用気動車で4VK電源装置の搭載は本車両が初めてである。
車内には供食用のカウンターも設置され、運営はホテルから派遣されたスタッフが行った。

### キハ59 101

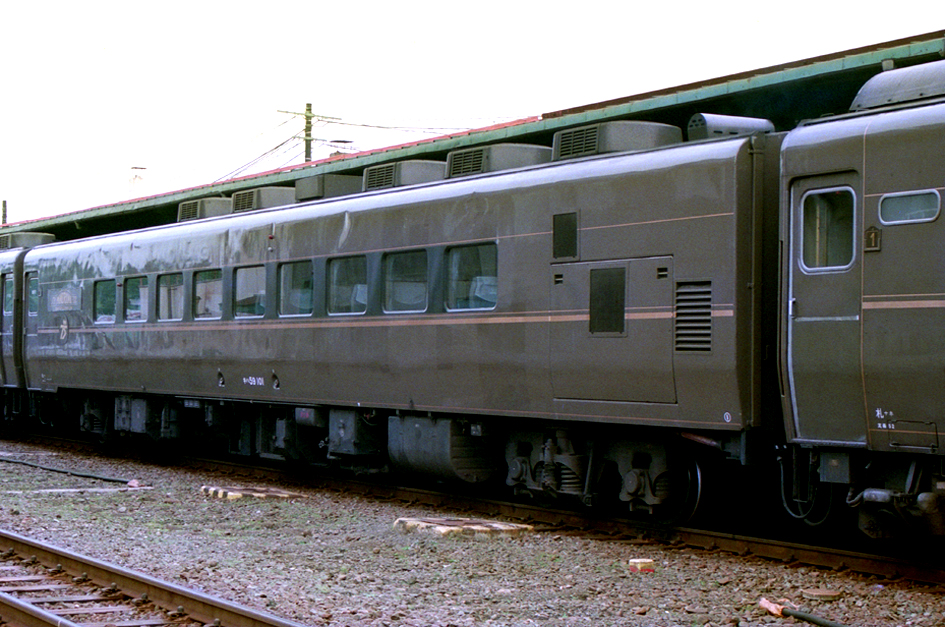
キハ59 101

「アルコン」は運行開始後利用客から好評を博したため、緊急対策としてキロ26 202およびキハ56 213の2両を塗装のみ「アルコン」塗装に変更して増結に用いた。しかし、車内は旧来の内装のままであり「リゾート列車」らしからぬ設備に乗客からは不評であり、同一サービスの提供という観点から正式な増備車が必要と判断されたため、1986年に苗穂工場でキハ56 212から改造された。
旅客設備は従来の「アルコン」各車を踏襲し、運転台は撤去のうえ切妻に整形され完全な中間車となった。また、編成出力確保の見地もあり2エンジン車のキハ56形からの改造となったが、以下の問題点が発生した。
- キハ29 1搭載の4VK電源装置は供給量が3両分で4両目となる当車までカバーできない。
- 2エンジン車は床下が走行用エンジンで埋まって冷房用電源装置を積むスペースが得られない。

このため苦肉の策として床上にエンジン室を設け、キハ29形改造発生品の4DQ-11P冷房電源装置を搭載する自車給電方式を採用した。また、既存の前後各車相互の冷暖房電源供給用に別途電源引き通し線を設置している。
キハ59 101の落成後は前述の増結2両は運用から外れたが、キハ56 213はその後も暫く「アルコン」塗装のまま一般運用に用いられた。

## 主要諸元
| 形式       | キハ59形     | キハ59形     | キハ29形     |
| 車両番号   | 1・2         | 101          | 1            |
| 改造年     | 1985年       | 1986年       | 1985年       |
| 軌間       | 1,067 mm     | 1,067 mm     | 1,067 mm     |
| 定員       | 52人         | 52人         | 52人         |
| 全長       | 21,470mm     | 21,300mm     | 21,300mm     |
| 全幅       | 2,944mm      | 2,944mm      | 2,944mm      |
| 全幅       | 4,085mm      | 4,085mm      | 4,085mm      |
| 自重       | 41.7t        | 41.0t        | 38.3t        |
| 台車       | DT22C        | DT22C        | DT22C TR51B  |
| 機関形式   | DMH17H       | DMH17H       | DMH17H       |
| 機関出力   | 132kw(180PS) | 132kw(180PS) | 132kw(180PS) |
| 車両出力   | 265kw(360PS) | 265kw(360PS) | 132kw(180PS) |
| 液体変速機 | TC2A,DF115A  | TC2A,DF115A  | TC2A,DF115A  |
| 減速比     | 2.976        | 2.976        | 2.976        |
| 参考       | [ 3 ]        | [ 3 ]        | [ 3 ]        |

## 運用
1985年12月21日から貸切列車として石勝線での運行を開始した。秀逸なデザインと設備の良さから広く注目を集め、バブル期前後のリゾートブームを背景に、団体貸切列車や臨時特急・急行列車として道内各地で運行された。翌年登場した「フラノエクスプレス」とともに、発足当初のJR北海道におけるイメージリーダーとしての役割も担っていた。登場当初は前述の増結車のほか、一般形のキハ56や「くつろぎ」を併結する運用も見られた。
「アルコン」の列車愛称は、トマム・サホロの両リゾートとの契約輸送が行われる場合のみ使用されるために、その他の運行が行われる場合には「リゾートエクスプレス」「ペパーミントエクスプレス」「JTBパノラマエクスプレス」をはじめとする別愛称が使用された。
「アルコン」の好成績から、JR北海道では続けて特急形車両のキハ80系を「トマムサホロエクスプレス」に改造、そしてのちにはキハ183系に属する完全新造車という形態で多数のリゾート気動車が製造されるに至った。
人気列車であった「アルコン」であるが、後続の新型車が登場してくると以下の問題点が浮き彫りになってきた。
- 急行形気動車からの改造車であり、最高速度が95 km/hに制限されたため、高速化する特急主体のダイヤに適応しにくくなった。
- 種車の金属バネ台車を流用したため、空気バネ台車が標準である特急形車両に比して乗り心地が劣った。
- 改造後は10年近く、新製からも25年程度経過していたため老朽化が進行していた。

このため1994年（平成6年）10月1日 - 23日の毎週土・日曜日に「引退イベント」を実施し、翌1995年10月10日付で廃車となった。

## 保存車

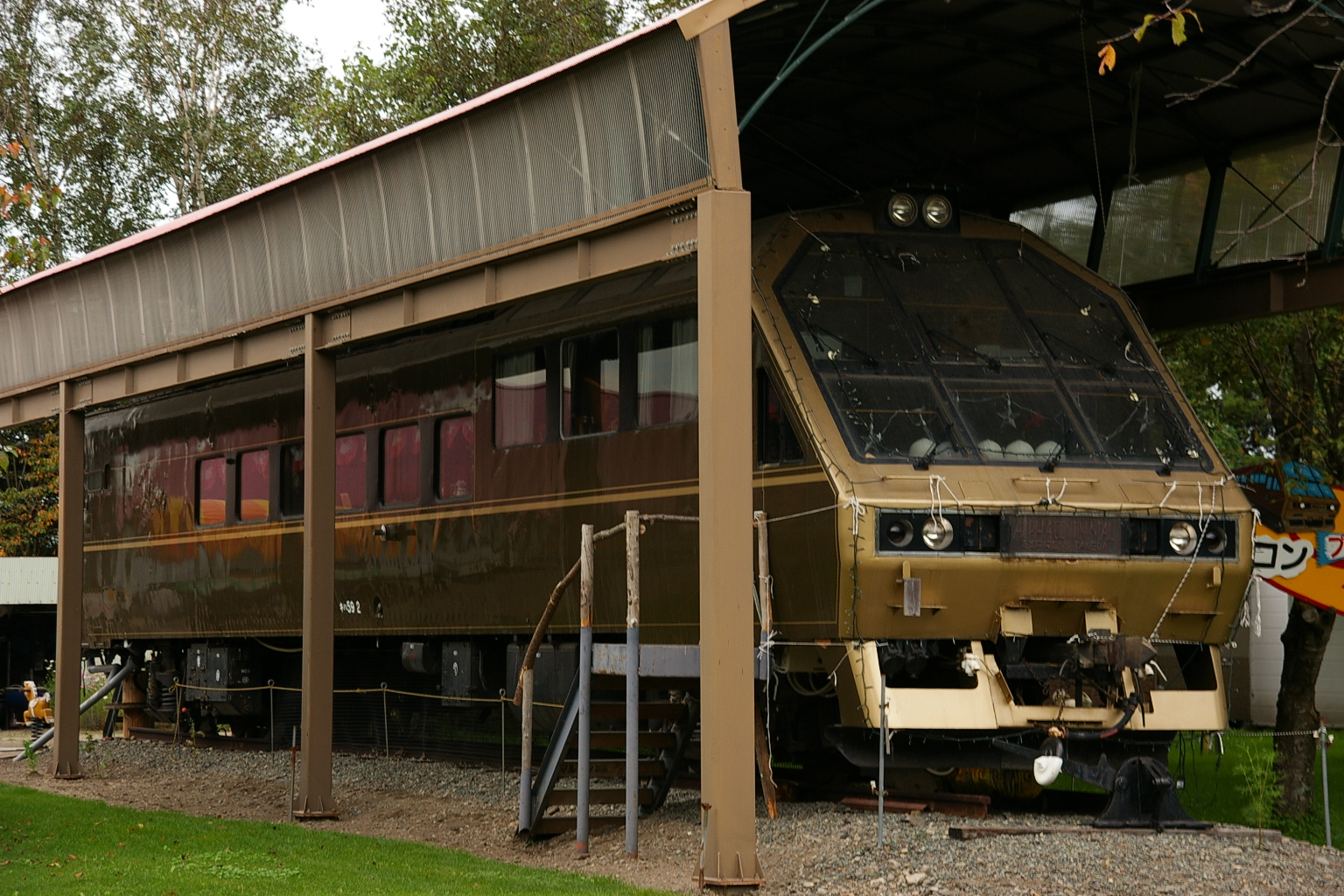
千歳市で保存中のキハ59 2

先頭車は廃車後も長期にわたり苗穂工場内に留置されていたが、2011年現在は以下の保存状況。
キハ59 1
- 苗穂工場併設の北海道鉄道技術館で前頭部のみ保存。

キハ59 2
- 千歳市内の牧場で保存。2002年に競売に出され千歳市の牧場経営者が落札し、同年11月29日に苗穂工場から搬出された。